# Jadwiga Kostrowicka
Jadwiga Kostrowicka z domu Woyniłlowicz (ur. 1867 w powiecie słuckim (obecnie Białoruś), zm. 22 lipca 1935 w Bydgoszczy) – polska działaczka gospodarcza, oświatowa i społeczna w Mińsku Litewskim, członkini  Polskiego Towarzystwa Oświata w Mińsku Litewskim. Siostra Edwarda Woyniłlowicza.

## Życiorys
Jadwiga Kostrowicka urodziła się w powiecie słuckim należącym do guberni mińskiej na terenie dzisiejszej Białorusi. Była córką Adama Woyniłłowicza herbu Syrokomla i Anny z Wańkowiczów. Jej mężem był Wacław Kostrowicki herbu Bajbuza z Kostrowicz. Kostrowicka angażowała się w prace społeczne i oświatowe. Działała się w Polskim Towarzystwie Oświata w Mińsku, którego celem działalności było umysłowe i moralne podniesienie wszystkich warstw społeczeństwa polskiego guberni mińskiej. Była inicjatorką kolonii letnich dla biednych dzieci w majątkach w guberni mińskiej, między innymi w rodzinnym majątku Woyniłłowiczów Sawicze. W roku 1915 z jej inicjatywy powstała mińska polska biblioteka na plebanii kościoła św. Szymona i św. Heleny. Wspierała działalność brata Edwarda Woyniłłowicza w Mińskim Towarzystwie Rolniczym i zajmowała się działalnością gospodarczą w Mińsku. W roku 1898 udzieliła pożyczki Towarzystwu Rolniczemu na zakup nowej siedziby. Organizowała bale dobroczynne, przyjęcia, na których pojawiali się politycy, działacze społeczni.
Po podpisaniu przez Polskę traktatu ryskiego opuściła Mińsk i zamieszkała w Bydgoszczy. Razem z bratem Edwardem Woyniłłowiczem prowadziła internat kresowy w Bydgoszczy, który był schronieniem dla Polaków z guberni mińskiej i z innych terenów utraconych przez Polskę po traktacie ryskim.
Zmarła w 1935 roku w Bydgoszczy, tamże pochowana na cmentarzu starofarnym. Na jej grobie napisano: Żyła wiarą i prawdą. Służyła ziemi swojej sercem i czynem. Wieczny odpoczynek racz dać jej Panie!